# Elliot Hegarty
Pour les articles homonymes, voir Hegarty.
Elliot Hegarty, né en 1971 à Londres, est un réalisateur de cinéma et de télévision qui travaille au Royaume-Uni et aux États-Unis.
Il a réalisé des films et des séries télévisées tels que The Bad Education Movie, Lizzie and Sarah, Scrotal Recall, Star Stories, The Kevin Bishop Show, FM, Moving Wallpaper, Notes from the Underbelly, Mr. Sunshine, The Middle, Suburgatory, Great Night Out, Black-ish et Bad Education.
Elliot réalise aussi des publicités. Les trois premières publicités qu'il a réalisées étaient pour le Club 18-30, pour lequel il a gagné huit récompenses, comprenant une d'argent et deux de bronze.
Il a été nommé pour le BAFTA en 2008 et a gagné aux British Comedy Awards.